# Nicholas Opoku
Nicholas Opoku (Kumasi, 11 de agosto de 1997) é um futebolista ganês que atua como zagueiro. Atualmente defende o Kasımpaşa.

## Carreira

### Kumasi Corner Babies
Nicholas Opoku começou a carreira no Kumasi Corner Babies.

### Udinese
Nicholas Opoku se transferiu para a Udinese, em 2018.